# 栄養教諭
栄養教諭（えいようきょうゆ）とは、児童・生徒の栄養の指導及び管理をつかさどる教員のことである（学校教育法28条第8項など）。

## 概要
児童・生徒の発育において、栄養状態の管理や、栄養教育の推進をめざして平成17年度（2005年度）に新たに設けられた職である。
職務は、食をコントロールしていく「食の自己管理能力」や「望ましい食習慣」を子どもたちに身につけさせる食に関する指導（学校における食育）と、学校給食の管理である。
栄養教諭は、学校給食法による給食が行われる小・中学校などの義務教育諸学校において配置の必要性がある教育職員であるが、今のところ栄養教諭の配置は基本的に任意である。また、学校給食法によらない給食が行われる幼稚園（認定こども園を含む）、高等学校（中等教育学校の後期課程を含む）、特別支援学校にも配置することができるものの、幼稚園（認定こども園を含む）、高等学校（中等教育学校の後期課程を含む）への配置は今のところ見受けられないようである。
栄養教諭は正規教員であり、栄養教諭普通免許状（専修、一種、二種）を有していなければならない。なお、栄養教諭は現行の教員免許制度からすれば、教員免許で唯一、普通免許状のみであり、特別免許状および臨時免許状はない。現職の学校栄養職員は、一定の在職経験と都道府県教育委員会が実施する講習等において所定の単位を修得することにより、栄養教諭免許状を取得できるよう法律上特別の措置が講じられているが、2019年11月現在、講習がほとんど実施されておらず、講習での取得はほぼ不可能に近い。

## 取得方法
免許法別表第2の2の場合
- 専修免許状・・・修士の学位＋管理栄養士免許＋1種免許状の22単位＋専修免許の24単位
- 一種免許状・・・学士の学位＋管理栄養士免許の所持、あるいは、管理栄養士養成課程を修了し栄養士免許を取得する＋1種免許状の22単位
- 二種免許状・・・短期大学士あるいは学士の学位＋栄養士免許＋2種免許状の14単位

免許法別表第6の2の場合
＜学校栄養職員が、栄養教諭免許を取得する場合の特例＞
- 管理栄養士免許所持者、あるいは、管理栄養士養成課程を修了し栄養士免許が授与された者
  - 3年以上の在職年数＋10単位修得→栄養教諭一種免許状の授与申請が可能

- 栄養士免許保有者
  - 3年以上の在職年数＋8単位修得→栄養教諭二種免許状の授与申請が可能

- 管理栄養士免許と、何らかの教員免許状の、両方を所持している者
  - 在職年数の制限なし＋栄養に係る教育に関する科目2単位のみ追加修得→栄養教諭一種免許状の授与申請が可能

- 管理栄養士養成課程を修了し栄養士免許を取得し、それに加え、何らかの教員免許状の、両方を所持している者
  - 在職年数の制限なし＋栄養に係る教育に関する科目2単位のみ追加修得→栄養教諭一種免許状の授与申請が可能

- 栄養士免許と、何らかの教員免許状の、両方を所持している者
  - 在職年数の制限なし＋栄養に係る教育に関する科目2単位のみ追加修得→栄養教諭二種免許状の授与申請が可能

※何らかの教員免許状とは、中学校の免許状や高等学校の免許状（教科は、家庭科・保健体育・理科など、何でも可）、養護教諭の免許状（小中高の保健室の先生の免許）、小学校の免許状、特別支援学校の免許状、幼稚園の免許状のいずれかの免許状（かつて授与されていた1級または2級の普通免許状を含む）を指す。
なお、栄養教諭の免許状には特別免許状および臨時免許状が存在しないため、何らかの教員免許状（中学校の免許状や高等学校の免許状、養護教諭の免許状、小学校の免許状、特別支援学校の免許状、幼稚園の免許状のいずれか）が特別免許状または臨時免許状として授与されている場合は、栄養教諭普通免許状（専修、一種、二種）を授与申請することはできない。

## 授与に関する注意事項
- 栄養教諭二種免許状の授与申請には、栄養士免許を有していることが前提である。
- 栄養教諭一種免許状の授与申請には、次のどちらかの条件を満たしていることが前提である。
  - ア）管理栄養士免許を有している
  - イ）管理栄養士養成施設を卒業し、栄養士免許を有している(管理栄養士国家試験を未受験、あるいは、受験したが不合格となり、栄養士資格の取得のみで卒業した場合)
- 栄養教諭専修免許状の取得には、管理栄養士免許を有していることが前提である。そのため、栄養士・管理栄養士の免許を取得できない教育学部の単位だけでは、栄養教諭普通免許状（一種、二種）は取得できない。一方、4年制大学の栄養士養成施設を卒業し、栄養士資格を有しているだけでも、大学卒業時に栄養教諭一種免許状を取得することはできない。

- 管理栄養士国家試験は、既に栄養士免許を持っている者(取得見込み含む)でなければ受験できない。
- 栄養士免許は通学の昼間部でしか取得できず、夜間部や通信制課程で取得することはできない。そのため、管理栄養士免許あるいは栄養士免許の取得も義務付けられている栄養教諭普通免許状（専修、一種、二種）も通学の昼間部でしか取得できず、夜間部や通信制での取得はできない。

- 栄養教諭専修免許状の取得が可能な国立大学大学院の課程は全国に4校（上越教育大学、筑波大学、岐阜大学、奈良女子大学）あるが、管理栄養士養成課程を有するのは奈良女子大学のみである。所定の単位を全て修得しても、管理栄養士資格を有していなければ、栄養教諭専修免許状を取得することはできない。